# Allah Peliharakan Sultan
"Allah Peliharakan Sultan" é a denominação oficial dada pelo sultão de Brunei ao seu hino nacional.

## História
A letra foi escrito por Pengiran Haji Mohamed Yusuf bin Abdul Rahim com música de Awang Haji Besar bin Sagap, ambos pertencentes à corte do sultanato de Brunei. A adoção oficial do hino ocorreu em 1951.  Como todos os hinos de sultanatos árabes, este também não deixa de fazer um louvor ao sultão de Brunei e ao país em sua última linha. A intenção dos autores era fazer um hino de louvor ao país ou sultanato, ovacionando o sultão como autoridade máxima do país. O sultão é atualmente considerado o homem mais rico do mundo devido à grande quantidade de petróleo existente em sua terra.

## Letra
| Malaio em Rumi (alfabeto latino) | Malaio em Jawi (alfabeto árabe) | Tradução |
| --- | --- | --- |
| Ya Allah lanjutkanlah Usia Kebawah Duli Yang Maha Mulia Adil berdaulat menaungi nusa Memimpin rakyat kekal bahagia Hidup sentosa Negara dan Sultan Ilahi selamatkan Brunei Darussalam | يا الله لنجوتكنله اوسيا كباوه دولي يڠ مها مليا عاديل بردولت منأوڠي نوسا مميمڤين رعية ککل بهاڬيا هيدوڤ سنتوسا نڬارا دان سلطن الهي سلامتكن بروني دارالسلام | Ó, Alá, rogamos e clamamos a Ti, Deus abençoe Sua Majestade Com uma longa vida Reine de forma justa e nobre E para sempre guie nosso povo à felicidade Que pacificamente seja, o Reino e o Sultão Deus, salve Brunei, a morada da paz! |